# Gunther van Meißen (markgraaf)
Gunther van Merseburg (ca. 920 - bij Crotone, 13 juli 982) was markgraaf van Merseburg. 
Gunther was een zoon van graaf Ekhard en een verre neef van keizer Otto I de Grote (via zijn vader Ekhard, zijn grootvader Ekkehard en zijn overgrootvader Liudolf, stamde hij af van Otto I van Saksen, die ook grootvader was van keizer Otto I). 
In 962 wordt hij voor het eerst vermeld als een van de markgraven van het nieuwe bisdom Maagdenburg. Otto benoemde hem in 965 tot markgraaf van het nieuw gecreëerde markgraafschap Merseburg. Gunther streed voor hem in 966 in Calabrië tegen het Byzantijnse Rijk. Omdat hij de opstand van Hendrik II van Beieren (hertog) tegen keizer Otto II steunde, verloor hij zijn titel en moest in ballingschap gaan (976). 
Toen zijn plaatsvervanger Thietmar I van Meißen in 979 overleed, verzoende Gunther zich met de keizer en kreeg zijn functie als markgraaf terug. Gunther nam deel aan de Italiaanse veldtocht van Otto II en sneuvelde onder hem in de Slag bij Crotone tegen het emiraat Sicilië.
De naam van de vrouw van Gunther is niet met zekerheid bekend maar volgens de kroniekschrijver Thietmar van Merseburg was hij gehuwd met Dubrawka van Bohemen, die later ook moeder werd van Bolesław I van Polen. Gunther was vader van:
- Ekhard (-1002)
- Gunzelin
- Bruno, verdedigde Meißen in 1009 tegen Poolse troepen.